# Sobików
Sobików – wieś sołecka w Polsce położona w województwie mazowieckim, w powiecie piaseczyńskim, w gminie Góra Kalwaria.
| SIMC    | Nazwa           | Rodzaj    |
| ------- | --------------- | --------- |
| 0002039 | Kolonia Sobików | część wsi |

Wieś szlachecka Sobikowo położona była w drugiej połowie XVI wieku w powiecie czerskim  ziemi czerskiej województwa mazowieckiego. W latach 1952–1954 miejscowość była siedzibą gminy Sobików. Znajduje się tutaj parafia pod wezwaniem Św. Stanisława Biskupa i Męczennika, należąca do dekanatu czerskiego, archidiecezji warszawskiej.
W latach 1975–1998 miejscowość administracyjnie należała do województwa warszawskiego.
Przez miejscowość przebiega droga wojewódzka nr 683.